# 木尔乡
木尔乡，是中华人民共和国四川省凉山彝族自治州布拖县曾经下辖的一个乡。2021年1月12日，撤销木尔乡，原木尔乡呷乌村所属行政区域为九都镇的行政区域；布柳村、叶尔村、永格等村、块只村、草木村所属行政区域划归特木里镇管辖。

## 行政区划
木尔乡撤销前下辖以下地区：
呷乌村、块只村、草木村、布柳村、永格等村和叶尔村。